# Hilary Duff
Hilary Erhard Duff (født 28. september 1987 i Houston, Texas, USA) er en amerikansk skuespiller og popsanger. Hun begyndte sin karriere i tv-serien Lizzie McGuire, der i 2003 blev filmatiseret som The Lizzie McGuire Movie.
Hun sang duet med sin søster, Haylie Duff til filmen A Cinderella Story, hvor Hilary også spillede en af hovedrollerne. 
Hilary har været sammen med Joel Madden fra rockbandet Good Charlotte, men de slog op i slutningen af 2006.
Hilary har også været kærester med Aaron Carter, lillebror af Nick Carter fra Backstreet Boys. Var gift med Mike Comrie fra NHL-holdet Ottawa Senators frem til 2014.

## Tidligere liv
Hilary Erhard Duff blev født den 28. september 1987 i Houston , Texas .  Hun voksede op mellem Houston og San Antonio med sin far Robert Erhard Duff, hendes mor Susan Colleen (født Cobb), og hendes storesøster Haylie, som også er skuespiller og sanger. 
Fra en ung alder, tog Duff og hendes ældre søster, opmuntret af deres mor, timer i skuespil, sang og ballet.  Begge piger vandt roller i lokale teater produktioner og sammen, i alderen seks og otte, spillede de med Nøddeknækkeren i San Antonio. 
Grundet den stigende interesse om at forfølge show business, flyttede søstrene og deres mor til Californien i 1993, mens deres far opholdte sig i Houston for at tage sig af hans virksomhed.  Søstrene gik til audition i flere år og fik roller i flere tv-reklamer .  På grund af hendes skuespillerkarriere, fik Duff hjemmeundervisning fra en alder af otte. 

## Filmografi
| År        | Originaltitel                        | Rolle                          |
| --------- | ------------------------------------ | ------------------------------ |
| 1997      | True woman                           | N/A                            |
| 1998      | Casper meets Wendy                   | Wendy                          |
| 1998      | Playing by heart                     | N/A                            |
| 1999      | The soul collector                   | Ellie                          |
| 2001      | Human Nature                         | young Lila Jute                |
| 2001–2004 | Lizzie McGuire                       | Elizabeth ‚Lizzie‘ McGuire     |
| 2002      | Cadet Kelly                          | Kelly Collins                  |
| 2003      | Agent Cody Banks                     | Natalie Connors                |
| 2003      | The Lizzie McGuire Movie             | Lizzie McGuire/Isabella Parigi |
| 2003      | Cheaper by the dozen                 | Lorraine Baker                 |
| 2004      | A Cinderella Story                   | Samantha ‚Sam‘ Montgomery      |
| 2004      | Raise Your Voice                     | Theresa ‚Terri‘ Fletcher       |
| 2004      | In Search of Santa                   | Princess Crystal (Voice)       |
| 2005      | The perfect man                      | Holly Hamilton                 |
| 2005      | Cheaper by the dozen 2               | Lorraine Baker                 |
| 2006      | Material Girls                       | Tanzania ‚Tanzie‘ Marchetta    |
| 2007      | Hilary Duff: This is now (Realserie) | Herself                        |
| 2008      | Foodfight!                           | Sunshine Goodness (Voice)      |
| 2008      | War, Inc.                            | Yonica Babiak                  |
| 2008      | Greta                                | Greta                          |
| 2008      | Safety Glass                         | Lucy                           |
| 2009      | Pennies for a Dollar                 | Amber                          |
| 2009      | Foodfight!                           |                                |
| 2010      | The Business of Falling in Love      |                                |
| 2010      | The Story of Bonnie and Clyde        |                                |
| 2011      | Cheaper by the Dozen 3               | Lorraine Baker                 |
| 2015-2021 | Younger                              | Kelsey Peters                  |

## Albums
- 2003: Metamorphosis
- 2004: Hilary Duff
- 2005: Most Wanted
- 2007: Dignity
- 2008: Best Of
- 2015: Breathe in. Breathe out.

### Other Albums
- 2002: Santa Claus Lane
- 2006: 4-ever Hilary Duff (Italien release)

### Singler
Fra Metamorphosis
- 2003: Why not
- 2003: So yesterday
- 2004: Come clean
- 2004: Little voice (Only Canada& Australia, Live-Video)

Fra Hilary Duff
- 2004: Our lips are sealed med Haylie Duff
- 2004: Fly
- 2005: Someone's watching over me

Fra Most Wanted
- 2005: Wake up
- 2005: Beat of my heart

Fra Dignity
- 2006: Play with fire
- 2007: With love
- 2007: Stranger

Fra Best Of
- 2008: Reach out

### Andre sange
- 2002: Circle of life
- 2002: The siamese cat song med Haylie Duff
- 2002: I can't wait
- 2002: The tiki, tiki, tiki room
- 2003: What dreams are made of
- 2004: Crash world
- 2004: Now you know